# Аниридия
Аниридия — отсутствие радужной оболочки глаза. Иногда может вызываться проникающим ранением глаза, однако чаще распространена врождённая аниридия, вызываемая генетической патологией. Врождённая аниридия зачастую сочетается с другими патологиями развития глаза, в частности, макулярной гипоплазией и гипоплазией зрительного нерва, катарактой, изменениями роговицы. Сопровождается выраженным снижением остроты зрения, практически не поддающимся коррекции, светобоязнью, горизонтальным нистагмом, иногда врожденной глаукомой.

## PAX6
Ген PAX6 расположен на коротком плече 11-й хромосомы. Синтезируемый им белок запускает каскад процессов, регулирующих формирование глаз, а также некоторых других структур. Этот ген является чрезвычайно консервативным. Установлено, что PAX6 человека и данио рерио совпадают на 95%, хотя их эволюционные линии разошлись около 400 миллионов лет назад.
Мутации в гене PAX6 вызывает глазные патологии, подобные аниридии, у мышей. Аниридия — аутосомно-доминантное заболевание, проявляющееся в случае, когда имеется хотя бы одна копия дефектного гена. Гомозиготность по дефекту гена PAX6 проявляется множественными нарушениями строения глазной системы и мозга и приводит к смерти. В 2001 году отмечено 2 случая гомозиготной аниридии, оба пациента погибли вскоре после рождения. При вскрытии была выявлена патология мозга. У мышей гомозиготность по дефекту гена PAX6 приводит к аналогичным последствиям. Мутации в гене PAX6 также сопровождаются предрасположенностью к развитию нефробластомы. Обнаружено несколько мутаций гена PAX6, различающихся по степени выраженности патологии. В некоторых случаях аниридия затрагивает лишь часть радужной оболочки, и такие люди имеют более или менее нормальное зрение.

## Лечение
Лечение симптоматическое. Назначается ношение солнцезащитных очков и не рекомендуется использование косметических контактных линз, окрашенных по периферии, чем создается имитация зрачка, из-за опасности повреждения роговицы. Может быть проведена реконструктивная пластическая операция (коллагенореконструкция).